# Галеацо II Висконти
Галеацо II Висконти (итал: Galeazzo II Visconti; 14. март 1320 - 4. август 1378) - члан династије Висконти, владар Милана од 1354. до 1378. године. Син Стефана Висконтија и Валентине Дорија.

## Биографија
У јулу 1340. године, Галеацо је, заједно са својом браћом Матеом и Бернабом, учествовао у завери против својих стричева Лукина и Ђованија, који су владали Миланом. Завера је пропала, а Лучино је протерао браћу заверенике из Милана. Године 1343. Галеацо је пратио грофа од Генегауа на путовањима у Јерусалим и Фландрију. После Лучинове смрти 1349. године, надбискуп Ђовани Висконти, који је постао једини владар Милана, дозволио је својим синовцима да се врате и прогласио их за своје наследнике.
Године 1350. Галеацо се оженио Бјанком Савојском, ћерком Ајмона Мирнољубивог, грофа од Савоје. После Ђованијеве смрти 1354. године, његова имања су подељена између три брата Висконтија, војвода Галеацо II је добио Павију, Комо, Новару, Верчели, Асти, Албу, Тортону, Алесандрију и Виђевано. Године 1355, након смрти брата Матеа, војвода Галеацо II је наследио западни део Ломбардије, а Бернабо источни.
Године 1360. војвода Галеацо II је уз активно учешће свог шурака грофа Амадеа VI Савојског оженио сина Ђана Галеаца са Изабелом Валоа, ћерком француског краља Жана II Доброг. Године 1361. Галеацо је заједно са царем Карлом IV основао Универзитет у Павији, који је у наредним годинама постао главна образовна институција у домену Висконти. Године 1362, болујући од реуматоидног артритиса,војвода  Галеацо II је преселио свој двор у Павију у последњим годинама свог живота, практично се повукао из државних послова, преневши стварну власт на свог сина Ђана Галеаца.
Године 1372, након смрти маркгрофа од Монферата Јована II Палеолога, војвода Галеацо II је ушао у борбу са грофом Савојским за контролу над градом Астијем. Ова конфронтација је довела до сукоба са Савојиним савезником, папом Гргуром XI, који је екскомуницирао оба брата Висконтија (Бернабо је раније имао сукобе са папством због похода на Болоњу). Од 1375. до 1378. године, Миланско војводство се бори против папске државе у коалицији са Фиренцом и Сијеном у Рату осам светаца.
После очеве смрти 1378. године, Ђан Галеацо је наследио његове поседе, а 1385. године, постао је једини владар Ломбардије, збацивши свог стрица Бернаба, касније постао први војвода од Милана.